# フカノキ
フカノキ Schefflera heptaphylla はウコギ科の樹木の1つ。亜熱帯から熱帯に分布し、掌状複葉の葉は長い柄があり、小葉にも柄がある。

## 特徴

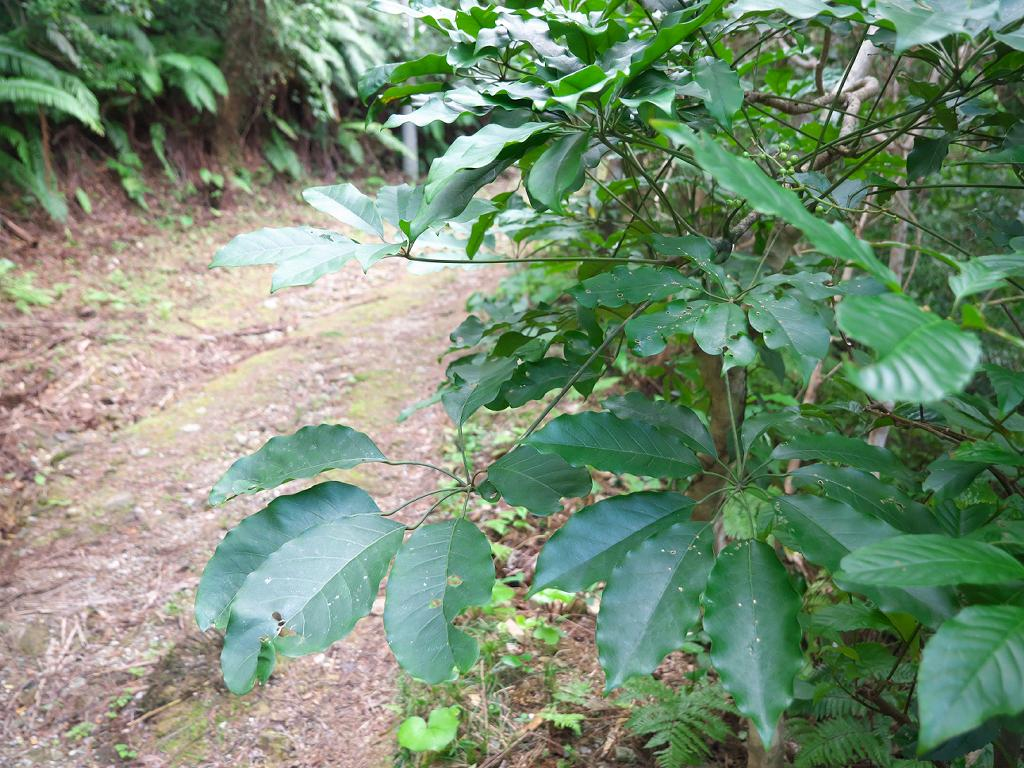
やや若い枝の先

常緑性の高木。普通は5-7mほどの樹高であるが、時には高さ15m、直径1mに達するという。若枝には細かい褐色の星状毛が密生している。ただしこれは後に脱落して無毛になる。小枝は大きい角度に出て、V字型の葉跡がある。また小枝は太くて粗く分枝し、折れやすい。樹幹の樹皮は紫を帯びた黒灰色で裂け目は出来ない。樹皮面に丸くて小さく突き出した皮目が多数生じる他、往々に地衣類がついて美しい模様を作る。
葉は互生し、全体としては葉は枝先に集まり、つまり束生する。明確な托葉があり、葉柄の内側にあって背面が葉柄に合生する。それぞれの葉は6-9枚の小葉からなる掌状複葉となっている。葉柄は長く、長さ10-30cmに達する。その先から出る小葉にも小葉柄があり、これは長さ1-5cm。小葉は生長した木では狭長楕円形から倒卵状楕円形で縁には鋸歯がない。ただし若い木では変異が大きく、往々に不規則な切れ込みが入る。また粗い鋸歯縁となる場合もある。葉身の先端は突き出して尖り、基部は狭まってくさび形となる。1つの葉につく小葉は大きさが不同で、中央のものが最も大きく、左右にゆくにつれて小さくなる。最も大きい中央の小葉の場合、葉身は長さ10-20cm、幅4-7cm。
花期は11月から1月で、枝の先端から花序を出す。花序は散房状の円錐花序で、花柄の先に散形に多数の花をつける。花序の軸には細かい星状毛が密生する。小花柄は長さ4-5mm。花は径4-5mm。萼筒は鐘形で先端は浅く5裂し、また表面には細かな星状毛が生える。花弁は5枚で緑白色、長卵形で長さは約2mm。花弁の内側には隆起した脈が1本ある。雄しべは5本で長く伸びてよく目立ち、また雌しべの先端は5つに裂けている。果実は熟すと黒褐色になり、径約5mm、ほぼ球形で先端に長さ1.5mmほどの花柱が残る。種子は長さ5-6mm、半円形で褐色をしている。

## 分布と生育環境
日本では九州南部から琉球列島にかけて、国外では台湾、中国南部、インドシナ、およびフィリピンのバタン島に分布する。琉球列島においては各島に分布し、九州では日向地方南部、大隅半島と薩摩地方の南部に知られる。
日本においては海岸近くの森林の中に出現する。屋久島では海岸近くの照葉樹林で普通に見られる。少し湿った谷筋に出現することが多いが、優占する森を作るようなことはない。

## 類似種など
本種の所属するフカノキ属は世界の熱帯、亜熱帯域に多くの種が知られるが、日本では本種のみが自生する。葉の形が似たものとしてはやはり掌状複葉で葉柄が長く、小葉柄があるものとして同じウコギ科のコシアブラ Acanthopanax sciadophylloides などもあるが、分布域も生育環境も全く異なり(コシアブラはむしろ冷涼な場所に生育する)、葉の形などもかなり異なる。
同属のものとしては台湾から中国南部を原産とするヤドリフカノキ S. arboricola がある。この種は観葉植物としてよく栽培され、一般には温室か室内で栽培されるが、九州南部以南では露地で越冬可能で、小笠原の父島では野生化している。当然本種と似た点は多いが、この種は葉に厚みがあり、表面に光沢があるなど見かけがかなり異なり、混同することはまずない。
なお、本種の学名としては S. octophylla が従来使われてきており、下に示した参考文献においても牧野原著(2017)と大橋他編(2017)以外はすべてこの学名を採っている。S. heptaphylla は1771年にリンネがブドウ属 Vitis の種として記載したものである。他方でフカノキ属が記載されたのが1769年、ウコギ科が確立されたのが1780年、その後 S. octophylla が1790年にタラノキ属 Aralia の種として Loureiro によって記載された。それ以降、本種はこの後者の学名で呼ばれてきたのであるが、1990年に Frodin がこれがリンネの V. heptaphylla と同じ物であることを示したものである。
ちなみに種小名をそのまま解釈すると octophylla は「8枚の葉の」、heptaphylla は「7枚の葉の」を意味するので、1枚減ったことになる。もっともこのどちらの数も本種の小葉の数の変異の幅に収まっており、特に問題はない。

## 利害
台湾では庭園樹とされる。また材は柔らかくて細工しやすいことから下駄などに用いられた。また。かつては若枝や葉を牛など家畜の餌に用い、また水田に緑肥として使われたこともある。
材は辺材、心材共に灰色を帯びた白から黄白色で、軽く柔らかいが反りが少ない点で細工には向いているが、薪炭材としては品質が悪い。